# Pomarance
Pomarance település Olaszországban, Toszkána régióban, Pisa megyében. Lakosainak száma 5299 fő (2023. január 1.). Pomarance Casole d’Elsa, Castelnuovo di Val di Cecina, Montecatini Val di Cecina, Monterotondo Marittimo, Radicondoli, Monteverdi Marittimo és Volterra községekkel határos.

## Népesség
A település lakossága az elmúlt években az alábbi módon változott:
| Lakosok száma | 5842 | 5708 | 5299 |
|               | 2017 | 2018 | 2023 |